# Associação Estoniana de Futebol
A Associação Estoniana de Futebol (em estoniano: Eesti Jalgpalli Liit; EJL) é a entidade máxima do futebol estoniano. Ela organiza a liga de futebol e a Seleção Estoniana de Futebol. Está baseada em Tallinn. Tornou-se integrante da FIFA em 1923, mas após a anexação do país à União Soviética a associação foi terminada. Após a independência da Estônia, a associação tornou-se integrante da FIFA novamente em 1992.